# Stanisław Kuhn

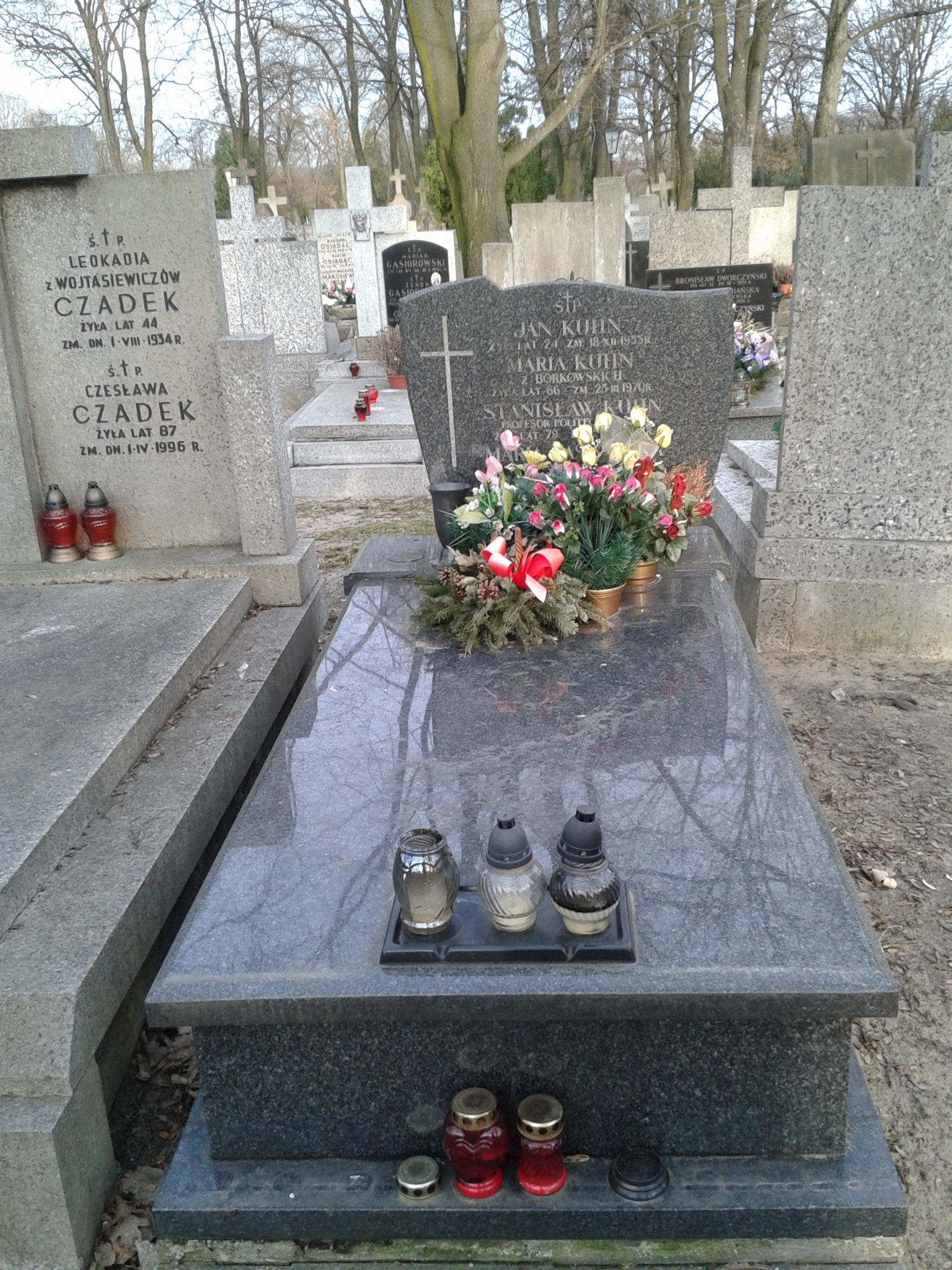
Grób prof. Stanisława Kuhna na cmentarzu Bródnowskim w Warszawie

Stanisław Kuhn (ur. 29 marca 1903 w Piotrkowie Trybunalskim, zm. 20 lutego 1982 w Warszawie) – polski inżynier elektrotechnik i elektronik, wykładowca Politechniki Warszawskiej.

## Życiorys
Syn Karola. Uczęszczał do Gimnazjum im. Henryka Sienkiewicza w Częstochowie. Studiował na Wydziale Elektrycznym Politechniki Warszawskiej, podczas nauki rozpoczął pracę naukową i dydaktyczną. Od 1923 był asystentem w Katedrze Fizyki, a następnie w Zakładzie Miernictwa Elektrycznego. W 1926 ukończył studia i został starszym asystentem w Zakładzie Teletechniki, równocześnie był wykładowcą w Państwowej Wyższej Szkole Budowy Maszyn i Elektrotechniki im. H. Wawelberga i S. Rotwanda. Należał do zespołu pracującego nad pierwszą automatyczną centralą telefoniczną, po jej uruchomieniu w 1930 został jej kierownikiem. Równocześnie kierował Działem Studiów w Państwowych Zakładach Teletransmisyjnych. 
Po wybuchu II wojny światowej przedostał się do Francji gdzie wstąpił do Polskich Sił Zbrojnych, a po przedostaniu się do Wielkiej Brytanii podjął pracę w Instytucie Badawczym Admiralicji Brytyjskiej, gdzie pracował nad technikami radarowymi. 
Do Polski powrócił w 1945, rok później uzyskał stopień doktora nauk technicznych na Wydziale Elektrycznym Politechniki Warszawskiej, gdzie został kontraktowym profesorem nadzwyczajnym. Od 1947 przez dwa lata pełnił funkcję prodziekana Wydziału Elektrycznego, równocześnie kierował Katedrą Teletechniki Łączeniowej, a w 1949 został etatowym profesorem nadzwyczajnym. W 1956 został dziekanem Wydziału Łączności, ale ponieważ równocześnie został wybrany prorektorem uczelni zmuszony był do odrzucenia propozycji, funkcję prorektora pełnił do 1959. W 1963 kierowaną przez Stanisława Kuhna Katedrę przemianowano na Katedrę Telekomutacji i wcielono w skład Instytutu Telekomunikacji. Stanisława Kuhna wpisano do księgi honorowej „Zasłużony dla Politechniki Warszawskiej”. 
Od 1925 był mężem Marii Stefanii z Borkowskich (1904–1970), mieli troje dzieci: Jadwigę po mężu Rostkowską (zm. 2021) - dr. n. med. - hematologa,Marię po mężu Jaskólską (zm. 2007) - radiologa, i Stanisława Jana (ur. 1929), który był mężem pisarki Joanny Chmielewskiej. 
Zmarł w Warszawie, pochowany 25 lutego 1982 na cmentarzu Bródnowskim (kwatera 48G-6-3). 

## Działalność naukowa
- członek Prezydium i sekretarz naukowy Komitetu Elektroniki i Telekomunikacji PAN;
- członek Komisji Głównej Elektroniki i Telekomunikacji w Komitecie Nauki Techniki;
- wiceprzewodniczący Rady Naukowo-Technicznej przy Ministrze Łączności;
- przewodniczący Rady Naukowej w Wojskowym Instytucie Łączności;
- wiceprzewodniczący Rady Naukowej w Instytucie Łączności;
- członek Towarzystwa Naukowego Warszawskiego;
- członek Polskiego Towarzystwa Elektrotechniki Teoretycznej i Stosowanej;
- członek Rady Głównej Szkolnictwa Wyższego.

Od 1936 uczestniczył w pracach Międzynarodowego Komitetu Telegraficznego i Telefonicznego (CCITT), a w 1964 został wybrany wiceprzewodniczącym Komisji Studiów Sieci Półautomatycznych CCITT.

## Ordery i odznaczenia
- Krzyż Komandorski Orderu Odrodzenia Polski (1956)
- Krzyż Oficerski Orderu Odrodzenia Polski (1956)
- Złoty Krzyż Zasługi (1935)
- Medal 10-lecia Polski Ludowej (19 stycznia 1955)[8]
- Medal Komisji Edukacji Narodowej (1974)